# Marinehafen Muskö
Der Marinehafen Muskö ist ein – während des Kalten Krieges geheimer – Flottenstützpunkt auf der gleichnamigen Insel an Schwedens Ostküste. Die Anlage wurde im Gegensatz zu den U-Boot-Bunkern der deutschen Marine im Zweiten Weltkrieg unterirdisch angelegt. Im Oktober 2019 hat die Schwedische Marine bekannt gegeben, den Stützpunkt zukünftig wieder als Kommandozentrale nutzen zu wollen.

## Architektur
Die Anlage ist über den 3 km langen und 70 m unter dem Wasser verlaufenden Muskö-Tunnel mit dem Festland verbunden. Für den Ausbau der Basis wurden 1,5 Millionen Tonnen Fels weggesprengt. Alleine die Versorgungstunnel sind über 20 km lang. Die komplett unterirdische Anlage verfügt über drei Trockendocks für Zerstörer und U-Boote, Treibstoff- und Munitionslager, sowie Küche, Werkstätten, Notstromaggregate und Truppenunterkünfte.

## Geschichte
Da konventionelle Marinestützpunkte durch Aufklärungsflugzeuge, Spione an Land oder von U-Booten leicht auszuspähen waren, suchte die schwedische Marine nach einem Weg, ihre wichtigsten Kriegsschiffe vor Aufklärung und Kernwaffenangriffen zu schützen. Ein unbekannter Stützpunkt, welcher aus der Luft, vom Wasser und an Land nicht sichtbar ist, erfüllte jene Erwartungen. So wurde im Archipel der Schäreninseln die Insel Muskö untertunnelt. Von 1950 bis zur Fertigstellung 1969 wurde der Stützpunkt stetig ausgebaut. Die sowjetische Marine versuchte immer wieder den Stützpunkt zu finden und auszukundschaften. Nach einem Regierungsbeschluss 2004 wurde die Schwedische Marine der Ostküste auf Karlskrona konzentriert, womit die Muskö-Basis an Bedeutung verlor. Im Folgejahr wurde sie an die Privatunternehmen Kockums AB und Muskövarvet AB verpachtet.

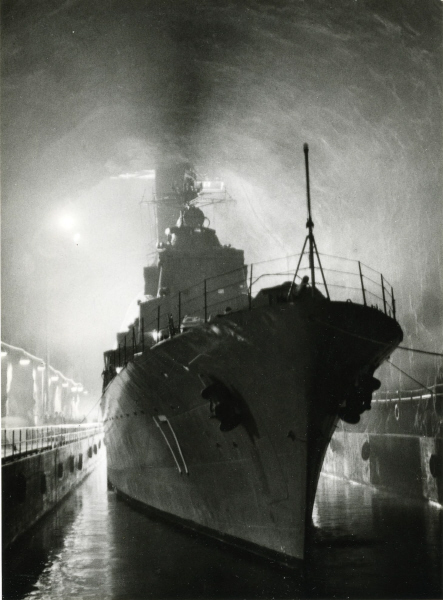
Die HMS Uppland im Tunnel
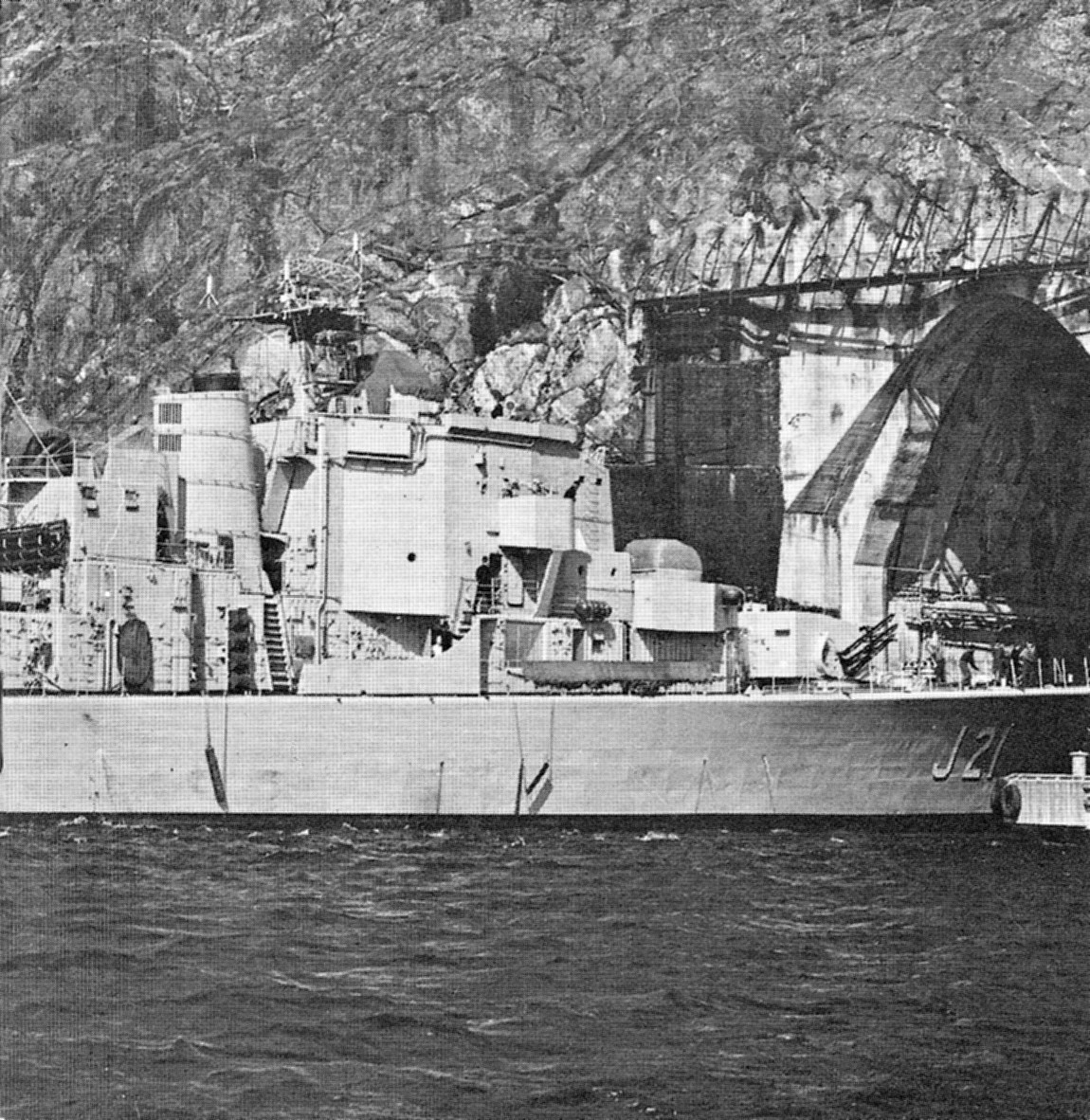
Die HMS Södermanland vor der Einfahrt in den Tunnelhafen
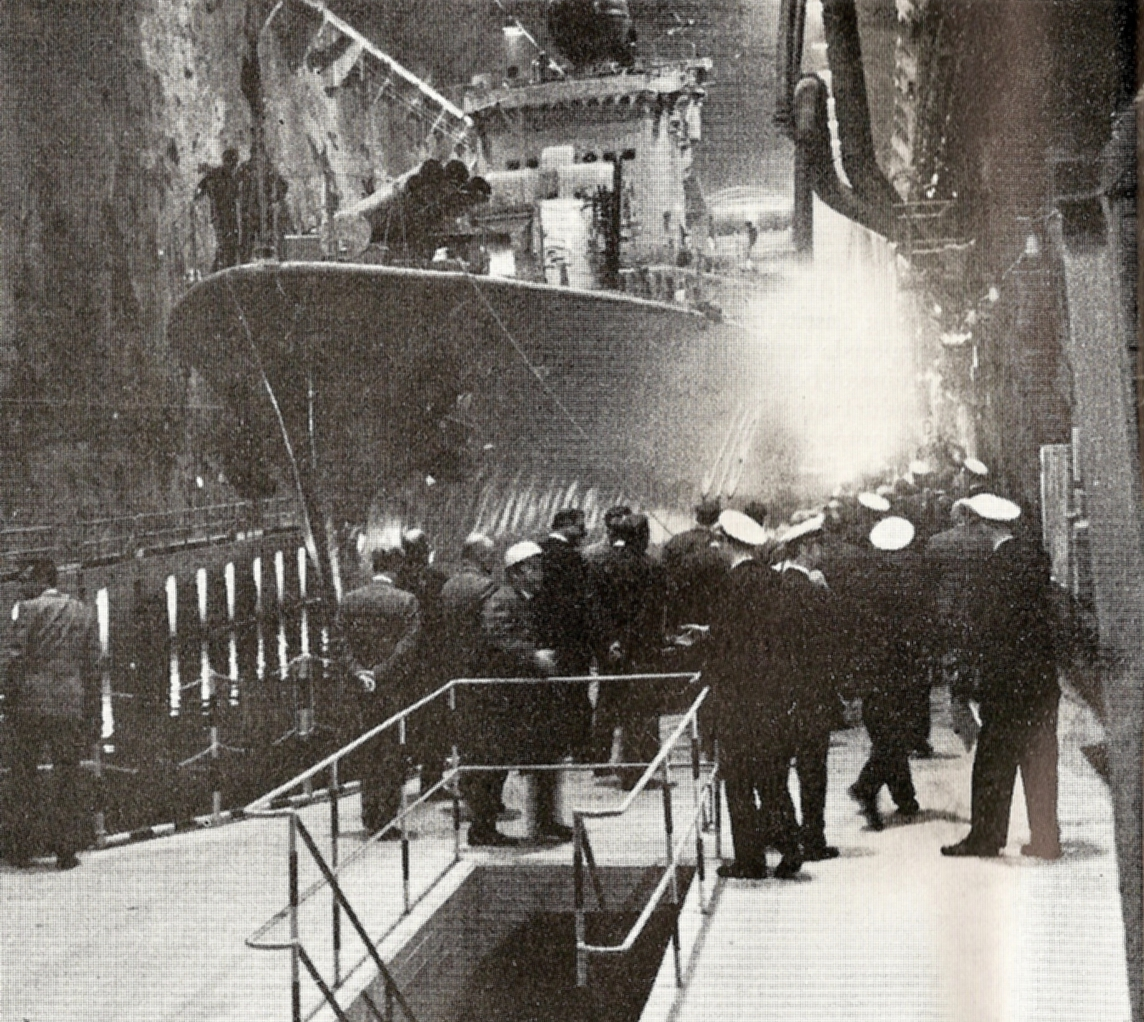
Die HMS Småland angedockt im Tunnel, 1960